# Иван Кинкел
Иван Германов Кинкел е български икономист и социолог от руски произход.

## Биография
Роден е на 19 януари 1883 г. в Брянск, Русия. Завършва „Стопански науки“ в Цюрих през 1911 г. През 1913 г. е избран за доцент в Санктпетербургския агрономически институт. По онова време членува в руската партия на „есерите“ (официално Партия на социалистите-революционери). В началото на 1917 г. пристига в България по здравословни причини и остава в страната до края на живота си.
Работи като преподавател по „Политическа икономия“ и „Стопанска история“ в СУ „Климент Охридски“ и в Свободния университет през периода 1921 – 1945 г. Избран е за професор през 1930 г.
Иван Кинкел е сред създателите и пръв председател (от 1932 до 1938 г.) на Българското научно-социологическо дружество. В научно и иделогическо отношение е последовател на Карл Маркс в социологията и е привърженик на фройдизма.
В основния си труд „Опит за построяване нова теория относно стопанското развитие на културното човечество“ (издаден през 1921 г.), чрез използването на огромен фактически материал, Кинкел създава теория за циклообразния характер на икономическото развитие. Той определя 3 цикъла с по 4 повтарящи се на все по-висше стъпало еднотипни подпериода на развитието.
Кинкел изследва стопанското развитие на България до Освобождението.

## Избрани произведения
- „Курс по сравнителна история на стопанския строй в ново време“ (1925 г., 2 изд. 1947 г. – посмъртно),
- „История на политическата икономия“ (1936 г., 1939 г.),
- „Стопанско-битовите (стопанско-исторически), идеологичните (научно-философски) и обществени основания на икономическите школи“ (1939 г.)

Автор е също и на трудове по социология, психология и обществена психология.
Иван Кинкел умира в София на 25 май 1945 г.